# 東京圏輸送管理システム
東京圏輸送管理システム（とうきょうけんゆそうかんりシステム、通称ATOS（エイトス、アトス）：Autonomous decentralized Transport Operation control System）とは、東日本旅客鉄道（JR東日本）が首都圏各線に導入している、列車運行に関する情報の管理および機器の制御を行うコンピュータシステムである。自律分散型列車運行管理システムとも呼ばれる。
列車の運行管理や旅客案内を総合的に管理する列車運行管理システム (PTC) の一種であり、現在日本国内で運用されているものの中で最も規模が大きい。
日立製作所との共同開発により、1996年に中央本線の東京駅 - 甲府駅間に初めて導入され、2020年2月時点で、首都圏の24線区に導入済みである。

## 歴史

### 導入の経緯
日本国有鉄道（国鉄）からJRにかけての運行管理は駅中心の「駅てこ（転轍機）扱い」が中心で、各種規程なども駅での運行管理を想定して構成されていた。すなわち駅は駅長の管轄下にあり、乗務員は駅長権限で制御される場内・出発信号機などで与えられる条件に従い、駅間は完全に乗務員のみの判断で運行できる（当時は列車無線もなかった）。指令は指令といいながら列車の在線位置をつかむ設備すらなく、各駅との電話でのやりとりを基に運行状況を把握し、駅の後方支援を行いながら全体的な輸送管理の調整や方向付けを行うというものであった。当時は風・雨による運転規制なども駅長権限で行われていたのである。
しかし、災害はもとより、高密度化された運行が行われ、地震や風などの災害対策、駅間での事故などに対して迅速な判断・処置が求められるようになった。国鉄末期に急速に導入された列車無線の整備で、指令と乗務員が直接会話して情報を得たり、処置のアドバイスをするケースが増え、指令は徐々に情報の集約と判断拠点としての性格が強くなっていった。
一方、閑散線区においては列車本数が少ないことから「駅梃子扱い」を各CTCセンターで一括統合で行う列車集中制御装置 (CTC) とそれをプログラム化した自動進路制御装置 (PRC) が1958年より導入され、駅要員の合理化と指揮命令系統の一本化が図られるようになった。新幹線においては全線がPRC化されていた。
JR発足当時、中央線や山手線などの1,121kmは非システム化線区であり、PRC化率は20%に過ぎなかった。指令の「情報の集約と判断拠点」、「駅要員の合理化」というのは、ある意味理想型ではあったが、日本の最重要線区である首都圏の運行管理が旧態依然の「駅てこ扱い」で残る結果となり、駅では運転報の抜粋作業など労働集約的な業務が多く残存し、指令では「判断拠点」といいながら在線表示もなく、情報の収集は駅との電話と列車無線だけが頼りであり、抜本的な対策が望まれていた。
1. 大規模駅ではPRC制御対象外である
複数の列車間の競合を解決することができないため、大規模駅ではPRCが採用できなかった [3]
2. ダイア復旧に時間がかかる
上記のように、大規模駅はPRC除外されているため、運転指令は輸送障害時に直接駅と連絡を取る必要がある [3]
3. 線路保守業務が考慮されていない
PRC化されていても線路保守においては、司令員の裁量によって運用対応が求められた[3]
4. 旅客案内サービスが殆ど皆無
PRCは信号制御システムからスタートしているため、旅客案内機能は考慮されてこなかった[3]

東京圏でも、PRCが埼京線・京葉線・武蔵野線など289kmに導入されていたが、比較的単純な運行形態の埼京線・川越線に導入されたCTC-6形でも、CPUの処理能力や伝送回線が低速であることから様々な制約があり、また運転整理も特殊なキー操作を必要とするなど、必ずしも使い勝手の良いものではなかった。それ以外の東京圏の複雑な運行形態で高密度運転を行う線区には、ATOS以前のシステムでは様々な問題があり、人間系による手動信号機操作でないと円滑な運行管理が不可能であり、システム化は困難であった。

### 新システムの開発着手
これらの問題に対処すべく、1990年、新システムの開発が決定された。東京圏の超高密度運行に対応するために、従来のCTCおよびPRCなどから根本的に発想を転換し、「新しい電子連動装置」と「新しい自動進路制御装置」を核とした総合輸送管理システムとしてATOSが開発された。都内にある東京総合指令室（列車無線の呼出名称は東鉄指令「とうてつしれい」）と沿線の駅や車両・乗務員基地などの間を光ファイバーによる高速ネットワークで結合させた「自律分散型輸送管理システム」である。
メリットとしては従来のCTC・PRCがいわば「中央集中型」のシステムであったのと対照的に、駅の進路構成は中央装置から事前に配信されたダイヤデータを基に「駅装置」で行うため、中央装置障害時でも、最低限「駅装置」の機能を保つことができれば全線で運行不能に陥る事態が防げるなど冗長性が高いこと、また基本的に各駅の駅PRC装置で進路制御を行うため新宿駅や八王子駅など大規模な停車場の進路制御も自動化できること、各現業機関がネットワークで有機的に結合されているので関係社員が情報を共有できる事、オフコン・パソコンなどの汎用機器の大幅な導入でコストダウンが図れることなどが謳われた。輸送障害時の運行整理も、特殊なコマンド入力やキー操作を廃し、ダイヤ画面上での直観的なマウス操作が可能になり、イメージがつかみやすく、指令員の入力内容が自動反映されて、指令員の負担を軽減できることや、復旧の迅速化などにも寄与することを期待されて、ATOSは鳴り物入りで導入された。

### 導入後
このように開発されたATOSは、1996年12月に中央本線（東京～甲府）から導入された。
ATOSの導入当初は、度重なるシステム障害や輸送障害時の運転整理能力の低さを露呈し、1998年から1999年にかけて発生した東京圏のJR各線、特に中央線快速の運行トラブルの一因となってしまった。他の大手私鉄などが各路線に特化した専用システムを導入したのに対し、JR東日本は十分なシミュレーションを行わずに汎用システムを導入したことなどが指摘された。その後、JR東日本はATOSのプログラムの見直しなどの改良を行った上で東京圏の各路線に拡大して導入した。
乗客が実際に触れるATOSの機能としては行先・種別などの詳細な案内表示や自動放送などがあり、従来の案内システムからの変化を感じ取ることができる。また、導入対象外のエリアでも電子連動化により、ATOSと同等の旅客案内が使用されているケースもある。
なお2024年6月現在、関東地方の県では群馬県のみATOSが一切導入されていない。

## 構成
ATOSは大きく3グループの装置に分けて構成されている。

### 線区共通中央装置
導入線区に共通して使用するものでシステム監視・設備指令などシステムの中核となる装置を有するほか、計画ダイヤ管理装置を有し導入線区全ての計画ダイヤが保存される。また旅客指令もここで行う。

### 線区別中央装置
導入線区ごとに使用するもので、実施ダイヤ管理装置・輸送指令卓などを有する。運行ダイヤを計画ダイヤ管理装置から受け取り進路制御など輸送管理を行う。

### 駅装置
導入線区の各駅毎に設置されるもので、システム端末・電子連動装置・発車標や自動放送装置を制御する旅客案内装置などを有する。線区別中央装置から受け取った情報を元に進路制御・旅客案内などを行う。

## 機能

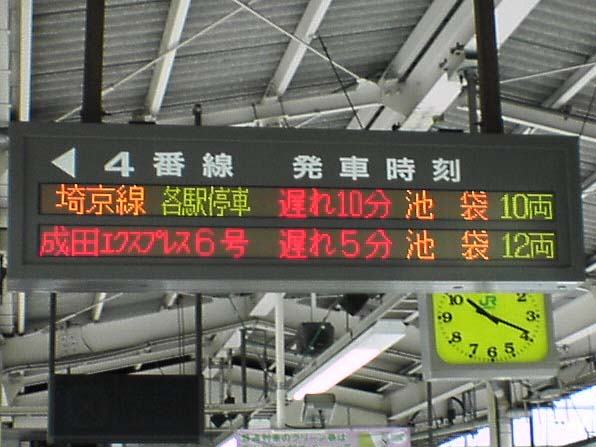
駅における旅客案内の一例。
遅延時分を表示できる（新宿駅）

### ダイヤ管理機能
走行する全列車の運行ダイヤを臨時・試運転・回送・貨物列車などを含め一括で管理する。運行ダイヤはダイヤグラムで表示することができる。列車に遅延等が出た場合の情報を把握することができ、ATOS導入線区同士であれば互いの乗入列車の遅延時間等を共有できる。

### 運転整理機能
列車に遅れなどが生じた場合に、時刻調整や発着順序変更など行う。ダイヤグラムでの「スジ」を操作する感覚で変更ができる。変更があった場合は即座に各駅装置に送られ、旅客案内装置などにも反映される。

### 駅の進路制御機能
運行ダイヤに基づいて、ポイント・信号機の制御を自動で行う。また列車の在線位置も表示できる。

### 駅の旅客案内機能
運行ダイヤに基づいて、列車の種別・愛称・発車時刻・行き先などを駅に設置されている発車標・自動放送装置等で構成される旅客案内装置より行う。駅の設定よっては遅れ時分・列車の現在地を表示できる。ダイヤが大幅に乱れた場合は駅の設定により発車時刻が表示されなかったり、「JR」しか表示されないことがあるが、種別・行き先・発車順序など最低限の情報を提供できる。
一部の臨時列車では発車標に「JR」しか表示されない場合が多いが、駅の操作により愛称などを表示できるようになった。その他にも首都圏で輸送障害が生じている路線がある場合はJR・私鉄・地下鉄を含めその情報を表示できる。
なお、ごく一部ではあるが発車標・自動放送装置が設置されていない駅も存在するものの、列車の運行に支障はない。
ATOSの自動放送装置では音節+助詞ごと（「今度の」「電車は」「発」など）に音源が細切れになって管理されており、これらをダイヤに合わせて自動的に組み合わせて放送される。その音源は4千種類にも上るという。ほとんどの駅では上りと下りや番線ごとで男女の声が使い分けられており、男声は津田英治、女声は向山佳比子が担当してきたが、男声アナウンスは2014年秋以降、津田の加齢による声質変化を理由に、順次田中一永による音声へ更新されている。2010年代後半以降には英語アナウンスも収録されており、男声はクリス・ウェルズ、女声はルミコ・バーンズが担当している。

### 保守作業管理機能
ATOSでは線路閉鎖などの保守作業の管理をATOSのシステムで直接管理している。現場作業員が保守作業の着手・終了を携帯端末上で直接行い、システムでは保守作業を行う区間の列車運行状況・運行計画から保守作業の許可・拒否を判断する(指令員の判断で拒否することも可能)。保守作業中は作業区間への列車進入ができないよう信号制御されるため、指令員の保守作業失念や保守作業現場への列車誤進入を防いで安全性を向上させている。また保守用車の進路制御を作業員が持つ装置で行うことで利便性を向上させている。

## 特徴的なATOS関連機器

### 出発時機表示器

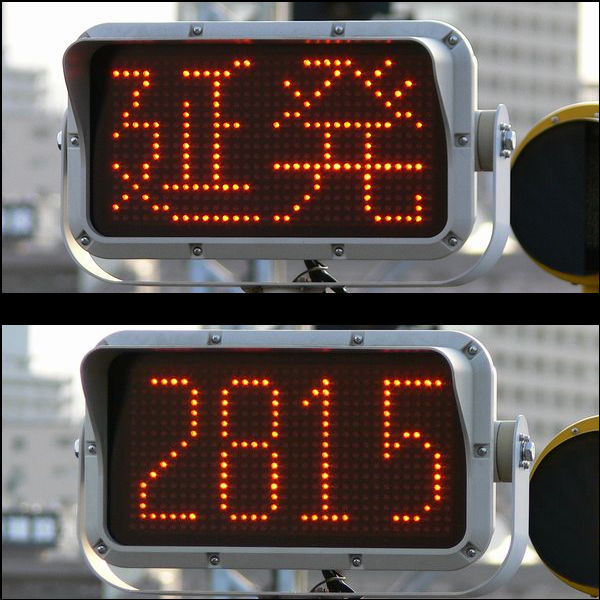
出発時機表示器の延発表示。
上下の表示が交互に表示され、この場合は「28分15秒に発車」となる（2006年4月撮影）

列車の運行間隔の調節や運転抑止時などの指示は、通常は無線や係員から配布される運転通告券で行うが、無線を介した場合では該当列車に情報が伝達されるまで時間を要する場合があり、通告券は配布に係員を要する。出発時機表示器はこれらの指示を表示し、列車の乗務員や駅係員に直接情報伝達を行う（無線を介した指示と併用）。運転関係で一般人が唯一目にすることができるATOS特有の設備となっている。ただし運転本数があまり多くない区間には設置されない。また設置末端駅では運行形態によっては片側のみの設置もあり、例として高尾駅では電車区間である上りのみに設置され、列車区間となる下り側には一つも設置されていないことが挙げられる。出発時機表示器が全く設置されていない区間は中央本線（相模湖駅 - 甲府駅間）、五日市線、東海道線（早川駅 - 湯河原駅間）、常磐線（神立駅 - 羽鳥駅間）、宇都宮線（自治医大駅 - 那須塩原駅間）、高崎線（深谷駅 - 神保原駅間）、川越線（西川越駅 - 武蔵高萩駅間）である。これらの区間は、出発時機表示器設置区間よりも運転本数が少ない。

#### 表示例
- ある区間で列車の運行を抑止（指示あるまで出発見合わせ）させる場合には「抑止」と点滅。出発指示が出ると点滅が早くなり、やがて消える。
- 駅間停車防止のため、先行の列車が次の駅から出発した事を確認してから当駅を出発させる「通知運転」発令中の場合には「通知」と点滅。先行の列車が、次の駅から出発を確認すると、点滅が早くなり、やがて消える。
- 運行間隔を調節するために定刻より遅らせて出発させる場合には「延発」と出発時刻（○○分○○秒）を交互に表示（右写真参照）。
- ダイヤ乱れなどで列車の時刻そのものを変更したい場合には「出発」と出発時刻（○○分○○秒）を延発と同じように表示する。
- 首都圏新都市鉄道つくばエクスプレスの運行管理システムでもこれと同じものが「抑止表示器」として導入され、同線各駅で目にすることができる。

## 導入路線

### ATOS導入済みの路線
ATOSが導入されている区間は次の通り。このうち、山手線、京浜東北・根岸線、中央線快速、中央・総武線各駅停車、五日市線、埼京・川越線、南武線、武蔵野線、横浜線、京葉線、
宇都宮線は全線に導入されている。
| 所属           | 路線                                   | 導入区間                                                        | 導入日         |
| -------------- | -------------------------------------- | --------------------------------------------------------------- | -------------- |
| 中央方面指令   | 中央線快速（急行線）                   | 東京駅 - 高尾駅間                                               | 1996年12月14日 |
| 中央方面指令   | 中央本線（甲府地区）                   | 高尾駅 - 甲府駅間                                               | 1996年12月14日 |
| 中央方面指令   | 中央・総武線各駅停車（緩行線）         | 三鷹駅 - 御茶ノ水駅間                                           | 1996年12月14日 |
| 中央方面指令   | 中央・総武線各駅停車（緩行線）         | 御茶ノ水駅 - 千葉駅間                                           | 1999年5月29日  |
| 中央方面指令   | 青梅線                                 | 立川駅 - 青梅駅間                                               | 2016年12月4日  |
| 中央方面指令   | 五日市線                               | 拝島駅 - 武蔵五日市駅間                                         | 2016年12月4日  |
| E電方面指令    | 山手線                                 | 全線                                                            | 1998年7月4日   |
| E電方面指令    | 京浜東北線・根岸線                     | 大宮駅 - 横浜駅 - 大船駅間                                      | 1998年7月4日   |
| E電方面指令    | ■山手貨物線 （埼京線・湘南新宿ライン） | 目黒川信号場 - 池袋駅間 蛇窪信号場 - 大崎駅間                   | 2005年7月31日  |
| E電方面指令    | 埼京線・川越線                         | 池袋駅 - 大宮駅 - 川越駅間                                      | 2005年7月31日  |
| E電方面指令    | ■川越線                                | 川越駅 - 武蔵高萩駅間                                           | 2005年7月31日  |
| E電方面指令    | 横浜線                                 | 東神奈川駅 - 八王子駅間                                         | 2015年7月12日  |
| 東海道方面指令 | 東海道線（東海道本線）                 | 東京駅 - 湯河原駅間                                             | 2001年9月29日  |
| 東海道方面指令 | ■東海道貨物線（相鉄・JR直通線）        | 新鶴見信号場 - 小田原駅間                                       | 2001年9月29日  |
| 東海道方面指令 | 横須賀線・総武快速線                   | 大船駅 - 東京駅 - 千葉駅                                        | 2000年9月30日  |
| 東海道方面指令 | 横須賀線・総武快速線                   | 久里浜駅 - 大船駅間                                             | 2009年11月1日  |
| 東海道方面指令 | 南武線                                 | 川崎駅 - 立川駅間                                               | 2006年3月26日  |
| 東北方面指令   | 宇都宮線                               | 東京駅 - 上野駅間                                               | 2015年3月14日  |
| 東北方面指令   | 宇都宮線                               | 上野駅 - 古河駅間                                               | 2004年12月19日 |
| 東北方面指令   | 宇都宮線                               | 古河駅 - 那須塩原駅間                                           | 2005年10月16日 |
| 東北方面指令   | 宇都宮線                               | 黒磯駅                                                          | 2023年10月8日  |
| 東北方面指令   | ■東北貨物線（湘南新宿ライン）          | 池袋駅 - 大宮駅間                                               | 2004年12月19日 |
| 東北方面指令   | 高崎線                                 | 大宮駅 - 神保原駅間                                             | 2004年12月19日 |
| 東北方面指令   | 武蔵野線                               | 新鶴見信号場 - 西船橋駅間                                       | 2012年1月22日  |
| 東北方面指令   | 京葉線                                 | 東京駅 - 蘇我駅間 市川塩浜駅 - 西船橋駅間 西船橋駅 - 南船橋駅間 | 2016年9月25日  |
| 常磐方面指令   | ■常磐線快速・常磐線                    | 上野駅 - 羽鳥駅間                                               | 2004年2月14日  |
| 常磐方面指令   | 常磐線各駅停車（緩行線）               | 亀有駅 - 取手駅間                                               | 2004年2月14日  |

- 山手貨物線と東北貨物線の境界は、ATOS上では池袋駅[17]。

## 利点と欠点
分散していた指示拠点を統合することで、従来は首都圏の路線が大規模に運転障害を発生した時、駅同士と指令が連絡を取りつつ運転整理をしなければならなかったものを一つの拠点で一括して情報を管理できるようになった。
特殊な例として、山手貨物線の池袋駅 - 大崎駅間では、1区間に複数の指令が存在していた。また、埼京線電車のみPRCを導入している状況であった。そのため、遅延時などにPRC管理の埼京線列車が優先的に流され湘南新宿ライン列車のみが同区間に進入できず、駅ではないところで1時間以上動けなくなっていた事態が解消された。この時は、埼京線の遅延時間である約10分のみが情報提供されていた。
その他、欠点として、以下の点が挙げられる。
- 情報を集中させすぎたために、複数路線にまたがるなど大規模な運転障害の時に指令が混乱する。
- 指令員の能力・要員不足による、運転整理能力の低下[注釈 9]。
- 情報を一極集中させたため、情報入手手段が失われた駅では混乱が拡大する。
- データ通信でのやり取りが前提の情報システムであるため、通信ケーブルが断線すると、最悪の場合、システム上で列車の在線情報を管理出来ずに運行不能に陥る。
  - 2016年11月4日4時30分頃、システム上に高崎線宮原駅 - 神保原駅間の在線情報が表示できなくなり、高崎線は始発から運転を見合わせた。6時間後の10時30分頃までに北上尾駅構内でのケーブル断線を確認・修復し、大宮駅に抑止したままだった上野発下り始発列車及び籠原駅より発車させた上り始発列車を中間の鴻巣駅まで運行させ様子を見たところ、今度は運転再開に向けて高崎線各駅に送り込んだ大量の関連データを起因として、鴻巣駅ほか4駅でのシステム不具合の発生が発覚、更に5時間近く経った15時頃になってようやく運転再開となった。このトラブルで、通信ケーブル断線発生後は、列車が運行不能になること・断線発生箇所を特定するのに時間を要すること・復旧後のデータ送信手順の見直しが必要、といった3点の問題が露呈することになった[18][19]。